# Гарбхагриха
Гарбхагри́ха (санскр. गर्भगॄह, «держатель зародыша», «чрево храма») — святая святых индуистских храмов, кубическое святилище, в центре которой находится мурти основного божества.
На тамильском языке гарбхагриха известна как гарбхаграхам. Вход в неё дозволен только жрецам, отправляющим здесь свои обряды. Хотя чаще всего термин применяется в отношении индуистских храмов, но иногда он может относиться к джайнским и буддийским храмам.
Обычно гарбхагриха помещается прямо под виманой, или основным телом храма. Обе они формируют главную вертикаль храма, понимаемую иногда как космическую ось, проходящую через гарбхагриху. Последняя обычно находится также на главной горизонтальной оси храм, а если их несколько, то гарбхагриху помещают на их пересечении. Иногда под основной гарбхагрихой сооружается особая, подземная. Она полностью закрыта и недоступна, символизируя абсолютную божественную ценность, недоступную для смертных.
Сама по себе гарбхагриха представляет маленькое, малоосвещённое и обычно квадратное помещение, созданное специально, чтобы сфокусировать всё внимание верующего на материальной форме божества внутри её. Форма этого строения, по мнению исследователей, ведёт происхождение от укхи, глиняного кубического сосуда для переноса священного огня в ритуалах ведийской религии. Место для возведения гарбхагрихи тщательно высчитывается, потому что она должна стать центром всеобщего благоденствия и гармонии, как представляющая собой микрокосм Вселенной.